# كينتا مياكي
كينتا مياكي (三宅健太 مياكي كينتا) هو مؤدي أصوات ياباني ولد في 23 أغسطس 1977 في محافظة أوكيناوا.

## أدواره في الأنمي

### مسلسلات أنمي تلفزيونية
- بوكيمون دياموند/بيرل - جيوفاني
- بوكيمون بلاك/وايت - جيوفاني
- بوكيمون إكس/واي - جيوفاني، إنكاي، مسيو بيير، مانتل، فينوسور
- ناروتو - جيروبو
- ناروتو شيبودن - أكاتسوتشي
- روك لي وأصدقائه النينجا - جيروبو
- بلاك كات - غالوم
- سبايدر رايدرز - إيبوني، ستاغس
- عروس سيتو - غوزابورو سيتو
- ون بيس - زامباي
- سونيك X - التمساح فيكتور
- دي جرايمان - سكين بوريك
- وولفز راين - تسومي
- سول إيتر - وايت☆ستار
- خيميائي الفولاذ: فل ميتال ألكيميست - سكار
- شاكوغان نو شانا - سيدوناي
- شاكوغان نو شانا II - سيدوناي
- شاكوغان نو شانا III(فاينل) - سيدوناي
- إينوسنت فينوس - ستيف
- بليتش - شيروغانيهيكو، شارلوت كولهورن
- فانتوم: ريكوييم فور ذا فانتوم - الرائد والس
- إل كازادور دي لا بروها - دوغلاس روزنبرغ
- دوت هاك روتس - تاوارايا/توتا
- بامبكين سيزرز - راندال أولاند
- ميجامان محارب النت - مزازيك
- غينتاما - هارادا
- جانجريف - ناثان
- تسوكيهيمي: أسطورة القمر - نيرو
- باكانو! - بيرغا غاندور
- أسطورة الماجونغ أكاغي - رجل النضارات الشمسية
- أمناء المكتبة المقاتلون: كتاب بانتورا - مينس
- أسطول الزجاج - بومباي
- داركر ذان بلاك: جوزاء النيزك - غينما شيزومي
- ماكروس فرونتير - بوبي مارغو
- AVENGER - غيتس
- إيكي توسن - الراوي، تايشيجي شيغي
- تنبو إيبون أياكاشي أياشي - كانو سينوشين
- كيكايشي - غاغين
- رايدباك - ريوكو ياماموتو
- جاينت كيلينغ - هاور
- إينيشال دي Fourth Stage - فرد من فريق بيربل شادو
- كاشرن سينز - روبوت
- أوكامي-سان و رفاقها السبعة - زعيم مشاغبي ثانوية أونيغاشيما
- ميري آكلة الأحلام - إركليس
- نشأة الآليين - وسيم
- إندكس معينة خاصة بالسحر II - ريتوكو كومابا
- تنجن توبا جورين لاجان - غيوزاك
- المعركة الحديدية بي بليد - عفيف
- تايغر آند باني - هانز تشاكمان
- أريا الرصاصة القرمزية - فلاد
- سيكريد سفن - والد ماكوتو كاغامي
- أرشيف دانتاليان - الأصهب
- بلود سي - كائن أثري (المحارب المدرع)
- باكومان - شينزو
- البدلة المتنقلة جاندام إيج - دون فوياج
- جاندام بيلد فايترز - مونتا غوندا
- البدلة المتنقلة جاندام: أيتام الدم الحديدي - غالان موسا
- أن-غو - سادانوبو ياماموتو
- هجوم العمالقة - ميكي زاكارياس
- هجوم العمالقة Season 2 - ميكي زاكارياس
- هجوم العمالقة: الثانوية - ميكي زاكارياس
- بلاسريتر - هيرمان سالتزا
- مغامرة جوجو الغريبة: ستارداست كروسيدرز - محمد أفدول
- سورد آرت أونلاين - يوجين
- فصل الاغتيال - أكيرا تاكاوكا
- الخطايا السبع المميتة - تويغو
- أوشيو و تورا - والد ريكو هانيو
- أكاديميتي للأبطال - أول مايت
- كونكريت ريفولوتيو: فنتازيا الخوارق - دون
- بوبوكي بورانكي - موزس
- بوبوكي بورانكي: عمالقة الكوكب - موزس
- رحلة العجائب 24 - سوزوكي
- بيرسيرك (2016) - زود
- بطولات أرسلان - كوبارد
- بطولات أرسلان: رقصة العاصفة الترابية - كوبارد
- ري:بداية الحياة في عالم آخر من نقطة الصفر - كادمون
- أوفرلورد - كوكيوتوس
- أوفرلورد II - كوكيوتوس
- أوفرلورد III - كوكيوتوس
- برج الحاكم - راك ريثريزر
- تشيهايافورو 3 - هيديو هارادا
- سولو ليفلينغ - كاراغالاغان، توسكا

### أنمي الإنترنت
- برذرهود فاينل فانتسي XV - غلاديولوس أميسيتيا
- مونستر سترايك - دوم
- نينجا سلاير فروم أنيميشن - مانتيكور

### أوفا أنمي
- البدلة المتنقلة جاندام يونيكورن - كونروي هاغنسن
- البدلة المتنقلة جاندام ذي أوريجين - دوزل زابي
- سينت سيا: ذا لوست كانفاس - ليبرا دوكو
- إير جير: الأجنحة السوداء و غابة النوم Break on the sky - بوتشا
- هجوم العمالقة: مذكرة إلزي - ميكي زاكارياس

### أفلام أنمي
- تسوباسا كرونيكل: أميرة بلد أقفاص الطيور - قائد الحرس
- سلسلة أفلام توا نو كوؤن
  - توا نو كوؤن: الفصل الأول «البتلة الرغوية» - غاما
  - توا نو كوؤن: الفصل الثاني «رقصة الفوضى» - غاما
  - توا نو كوؤن: الفصل الثالث «عقوبة الأوهام» - غاما
  - توا نو كوؤن: الفصل الرابع «القلق القرمزي» - غاما
  - توا نو كوؤن: الفصل الخامس «عودة القاهر» - غاما
- سلسلة أفلام كود غياس: أكيتو المنفي
  - كود غياس: أكيتو المنفي: الفصل الأول «وصول التنين» - ميشيل مانفريدي
- سلسلة أفلام بيرسيرك: العصر الذهبي
  - بيرسيرك: العصر الذهبي I بيضة الحاكم - زود
  - بيرسيرك: العصر الذهبي II معركة دولدراي - زود
  - بيرسيرك: العصر الذهبي III النزول - زود
- النفي من الفردوس - إيزاك
- سلسلة أفلام بوكيمون
  - بوكيمون رينجر و قصر البحر - غيلن، دونفان، مانتاين
  - فيلم بوكيمون: نهوض داركراي - غودي، إمبوليون
  - فيلم بوكيمون: آركيوس و جوهرة الحياة - هيتران
  - فيلم بوكيمون: زوروارك سيد الأوهام - إنتي
  - فيلم بوكيمون: ثأر ميوتو: التطور - جيوفاني
- باتمان النينجا - بين
- أكاديميتي للأبطال ذا موفي: البطلين - أول مايت

## أدواره في ألعاب الفيديو
- سلسلة القنفذ سونيك
  - سونيك هيروز - التمساح فيكتور
  - القنفذ شادو - التمساح فيكتور
  - سونيك جينيريشنز - التمساح فيكتور
- سلسلة ألعاب ستريت فايتر
  - ستريت فايتر IV - زانغيف
  - سوبر ستريت فايتر IV - زانغيف
  - سوبر ستريت فايتر IV آركيد إديشن - زانغيف
  - ألترا ستريت فايتر IV - زانغيف
  - ستريت فايتر V - زانغيف
- ستريت فايتر X تيكن - زانغيف
- ناروتو شيبودن: ألتيميت نينجا ستورم ريفولوشن - أكاتسوتشي، جيروبو
- ناروتو شيبودن: ألتيميت نينجا ستورم 4 - أكاتسوتشي، جيروبو
- أكاديميتي للأبطال: باتل فور أول - أول مايت
- ماي هيرو ونز جاستيس - أول مايت
- بروجكت X زون 2 - كاموز
- جوجوز بيزار أدفنتشر: آيز أوف هيفن - محمد أفدول
- فاينل فانتسي VII ريميك - روش
- فاينل فانتسي XV - غلاديولوس أميسيتيا
- ناين آورز، ناين بيرسونز، ناين دورز - سفن
- ياكوزا كيوامي - يويا
- إله الحرب (2018) - كريتوس
- ذا سفن ديدلي سنز: نايتس أوف بريتانيا - تويغو
- أرسلان: ذا واريورز أوف ليجند - كوبارد

## أدواره في الدبلجة اليابانية
- غريم و الشرير - غريم
- مغامرات بيلي و ماندي - غريم
- ترانسفورمرز أنيميتد - بالكهيد، بلاكآوت، ألفا ترايون
- ترانسفورمرز: برايم - شوكويف
- ويني الدبدوب - علطول
- الفتى أسترو - روبوتسكي
- كوخ الغابة - كيرت
- ثور - ثور
- المنتقمون - ثور
- ثور: العالم المظلم - ثور
- المنتقمون: عصر ألترون - ثور
- دكتور سترينج - ثور
- ثور: راجناروك - ثور
- المنتقمون: الحرب اللانهائية - ثور
- غلي - ديفيد مارتينيز

## وصلات خارجية
- كينتا مياكي على موقع IMDb (الإنجليزية)
- كينتا مياكي على موقع ألو سيني (الفرنسية)
- كينتا مياكي على موقع ميوزك برينز (الإنجليزية)
- كينتا مياكي على موقع أول موفي (الإنجليزية)
- كينتا مياكي على موقع قاعدة بيانات الفيلم (الإنجليزية)
- كينتا مياكي على موقع كينوبويسك (الروسية)
- كينتا مياكي على موقع ANN person (الإنجليزية)